# Ataque à base militar de Yavoriv
A base militar de Yavoriv foi atacada pelas forças russas em 13 de março de 2022 como parte da invasão russa da Ucrânia em 2022 . A base está localizada perto da cidade de Yavoriv no oblast de Lviv, a menos de 15 milhas da fronteira com a Polônia. De acordo com autoridades ucranianas, a instalação militar foi atingida por 30 mísseis russos, matando entre 35 e mais de 40 soldados ucranianos e ferindo outros 134. De acordo com autoridades russas, '180 mercenários estrangeiros' foram mortos.

## História
Autoridades ucranianas informaram que cerca de 1.000 combatentes estrangeiros estavam treinando na base como parte da Legião Internacional de Defesa Territorial da Ucrânia. O Ministério da Defesa russo anunciou que havia destruído "até 180 mercenários estrangeiros e uma grande remessa de armas estrangeiras" e disse que a Rússia continuaria os ataques a combatentes estrangeiros na Ucrânia; o Ministério da Defesa ucraniano disse que não havia confirmado nenhum estrangeiro entre os mortos. Em 14 de março, o jornal britânico The Mirror disse que pelo menos três ex-voluntários das forças especiais britânicas podem ter sido mortos no ataque, com a quantidade total de voluntários mortos potencialmente ultrapassando cem. Em 17 de março, um voluntário alemão que sobreviveu ao ataque disse ao jornal austríaco Heute que pelo menos 100 voluntários estrangeiros estavam presentes no momento em que um dos prédios foi destruído e nenhum sobreviveu. Ele disse que o número de mortos divulgado pelo governo ucraniano representava apenas o pessoal ucraniano.
De acordo com o coordenador nacional da embaixada ucraniana para a Legião Internacional em Haia, Gert Snitselaar, uma quantidade desconhecida de voluntários holandeses quase certamente morreram no bombardeio. Ele afirma: "Estava em contato com alguns (voluntários) esta manhã, mas desde então não houve comunicação"
O ministro da Defesa da Ucrânia, Oleksii Reznikov, descreveu o ataque como um "ataque terrorista à paz e segurança perto da fronteira UE-Otan". Um funcionário da OTAN afirmou que não havia pessoal da OTAN na base, pois todo o pessoal havia deixado o país antes da invasão.